# Ospedaletto d'Alpinolo
Ospedaletto d'Alpinolo es uno de los municipios o comunas ("comune" en italiano) de la provincia de Avellino, en la región de Campania. Con cerca de 1.639 habitantes, según el censo de 2005, se extiende por una área de 5 km², teniendo una densidad de población de 328 hab/km². Linda con los municipios de Avellino, Mercogliano, y Summonte.

## Demografía
| Gráfica de evolución demográfica de Ospedaletto d'Alpinolo entre 1861 y 2001 |
|                                                                              |
| Fuente ISTAT - elaboración gráfica de Wikipedia                              |

- Datos: Q55074
- Multimedia: Ospedaletto d'Alpinolo / Q55074

1. ↑  Worldpostalcodes.org, código postal n.º 83014.
2. ↑  «Codici Catastali». Comuni-italiani.it (en italiano). Consultado el 29 de abril de 2017.